# Parányi varázslat
A Parányi varázslat (eredeti címén Good Witch) egy fantázia-elemekben bővelkedő komédia-dráma sorozat, mely az azonos című tévéfilmeken alapul (nálunk "A bűbájos" címen mutatták be). Első részét 2015 februárjában mutatták be, és összesen 7 évad készült - a befejező epizódot 2021-ben vetítették. Eredeti amerikai adója a Hallmark, Magyarországon a TV4 mutatta be.
A sorozat főszereplője a Cassie Nightingale-t alakító Catherine Bell, aki az egyik vezető producer is egyben. A történetek egy fiktív kisvárosban, Middleton-ban játszódnak, ahol Cassie a lányával, Grace-szel él, az első epizódtól kezdve pedig a szomszédjukba költözik Dr. Sam Radford és a fia. Mind Cassie, mind Grace egyfajta mágikus intuícióval rendelkeznek, amelynek segítségével a városka lakóinak és az ide látogató embereknek ügyes-bajos dolgait segítenek megoldani.
A Grace-t játszó Bailee Madison az ötödik évad végén kiszállt a sorozatból. Az utolsó epizód mérföldkő volt a Hallmark csatorna történetében, mert először ekkor volt látható azonos neműek közötti csók.

## A sorozatról
| Évad | Évad                | Epizódok            | Eredeti bemutató  | Eredeti bemutató    | Magyar bemutató     | Magyar bemutató      |
| Évad | Évad                | Epizódok            | Évad premier      | Évad befejezése     | évad premier        | évad befejezés       |
| ---- | ------------------- | ------------------- | ----------------- | ------------------- | ------------------- | -------------------- |
|      | 1                   | 10                  | 2015. február 28. | 2015. április 18.   | 2016. július 24.    | 2016. augusztus 21.  |
|      | Halloween           | Halloween           | 2015. október 24. | 2015. október 24.   |                     |                      |
|      | 2                   | 10                  | 2016. április 14. | 2016. június 19.    | 2019. február 23.   | 2019. március 24.    |
|      | A Grey-ház titka    | A Grey-ház titka    | 2016. október 22. | 2016. október 22.   |                     |                      |
|      | 3                   | 10                  | 2017. április 30. | 2017. július 2.     | 2019. április 7.    | 2019. május 11.      |
|      | A halloweeni jóslat | A halloweeni jóslat | 2017. október 22. | 2017. október 22.   |                     |                      |
|      | 4                   | 10                  | 2018. április 29. | 2018. július 1.     | 2020. november 15.  | 2020. december 13.   |
|      | Két szív története  | Két szív története  | 2018. október 21. | 2018. október 21.   |                     |                      |
|      | 5                   | 10                  | 2019. június 9.   | 2019. augusztus 18. | 2020. december 24.  | 2021. január 2.      |
|      | A rózsa átka        | A rózsa átka        | 2019. október 19. | 2019. október 19.   |                     |                      |
|      | 6                   | 10                  | 2020. május 3.    | 2020. július 5.     | 2021. április 10.   | 2021. május 8.       |
|      | 7                   | 10                  | 2021. május 16.   | 2021. július 25.    | 2021. augusztus 28. | 2021. szeptember 26. |

Ahogy a korábbi hét tévéfilm is, úgy a sorozat is a frissen megözvegyült Cassie Nightingale életét követi, aki Middleton lakosainak napjait teszi színesebbé. Vele él lánya, a tinédzser Grace is. A legelső részben a szomszédjukba költözik a városka új, jóképű orvosa, Sam Radford, és a fia. A sorozat cselekménye Cassie és Sam kapcsolatát követi nyomon, melynek során Cassie másodszor is férjhez megy, emellett a városka lakóinak különféle problémáinak megoldását láthatjuk. Nightingale-éket belengi egyfajta rejtély, és az évadok során rendre felbukkannak különféle átkok, amelyek Cassie családját már generációk óta sújtják.

## Főszereplők
- Cassandra "Cassie" Nightingale (Catherine Bell, magyar hangja Kisfalvi Krisztina): egy különleges drogéria tulajdonosa, amellett panziót üzemeltet. Különös képességek tulajdonosa, saját intuíciói (és egy kis varázslat) felhasználásával a városka lakói javára követ el jótéteményeket. Az ötödik évadban összeházasodik Sammel.
- Grace Russell (Bailee Madison, magyar hangja Laudon Andrea, főszereplő az 1-5. évadban, vendégszereplő a 7. évadban): Cassie tinédzser lánya, Brandon és Lori féltestvére, aki szintén birtokosa misztikus képességeknek. Az ötödik évad végén a történet szerint főiskolára megy, és már csak egyetlen epizódban bukkan fel.
- Dr. Sam Radford (James Denton, magyar hangja Laklóth Aladár): egy jóképű orvos, aki korábban New Yorkban dolgozott sebészként, és most a kisvárosban praktizál.
- Abigail Pershing (Sarah Power, magyar hangja Bogdányi Titanilla): Cassie unokatestvére, aki szintén rendelkezik varázserővel, de ezt csak a saját érdekében használja.
- Martha Tinsdale (Catherine Disher, magyar hangja Halász Aranka): Middleton polgármestere.
- Stephanie Borden (Kylee Evans): Cassie barátnője, egy helyi bisztró tulajdonosa.
- Ryan Elliott (Anthony Lemke): ingatlanügynök, Cassie barátja, aki titokban romantikus érzéseket is táplál iránta.
- George O'Hanrahan (Peter MacNeil, magyar hangja Barbinek Péter): Cassie elhunyt férjének apósa, Brandon és Lori anyai nagyapja. Grace számára olyan, mintha a nagyapja lenne. Sokszor segít a kisbolt és a panzió üzemeltetésében.
- Nick Radford (Rhys Matthew Bond, főszereplő a 2-5. évadban, visszatérő az 1. és 6. évadban): Sam bajkeverő fia, aki utál a kisvárosban élni, és minden vágya visszakerülni New Yorkba.
- Brandon Russell (Dan Jeannote, főszereplő a 2. évadban, visszatérő az 1., a 3. és a 4. évadban, vendég az 5. évadban): Cassie mostohafia és Grace idősebb mostohabátyja, aki rendőrként dolgozik.
- Tara Russell (Ashley Leggat az 1. évadban, Rebecca Dalton a 2-5. évadban): Brandon felesége, aki sokáig Cassie boltjában dolgozott.
- Donovan Davenport (Marc Bendavid, 5-7. évad): Blairsville polgármestere.
- Adam Hawkins (Scott Cavalheiro, 5-7. évad): a kórház lelkipásztora.
- Vincent (Gianpaolo Venuta, 5. és 7. évad): Cassie világutazó örökbefogadott testvére.
- Joy Harper (Katherine Barrell, 6-7. évad): lakásfelújítás-tervező, aki először Martha kérésére érkezik a városba. Később kiderül róla, hogy Cassie és Abigail unokatestvére, és ő is mágikus képességekkel rendelkezik, mégpedig képes az álmokat valóra váltani.

### Visszatérő szereplők
- Derek Sanders (Noah Cappe, magyar hangja Szabó Máté, 1-4. évad): Middleton rendőrfőnöke, akit azután neveztek ki erre a posztra, hogy Jake meghalt.
- Tom Tinsdale (Paul Miller): Martha férje, Middleton korábbi polgármestere.
- Lori Russell (Hannah Endicott-Douglas, 1-2. évad): Cassie mostohalánya, Brandon testvére, jelenleg író.
- Anthony (Shane Harte, 1. évad): Grace legjobb barátja.
- Linda Wallace (Gabrielle Miller, 1-2. és 5. évad): Sam exneje, Nick anyja.
- Eve (Kate Corbett, 2-4. évad): Sam recepciósa.
- Ben Patterson (Jefferson Brown, 2-4. évad): ezermester, a middletoni mozi üzemeltetője.
- John Dover (Dan Payne, 2. évad): Cassie régi ismerőse a főiskoláról, aki a városba érkezik és romantikus érzéseket táplál iránta.
- Arthur (Art Hindle, 4. és 6. évad): Abigail apja.
- Phil Sturgis (Sebastian Pigott, 4. évad): a Grey-ház vendége, egy társkereső alkalmazás fejlesztője.
- Zoey Taylor (Kyana Teresa, 7. évad): tűzoltó.

## Forgatás
A sorozatot a kanadai Ontario tartományban, azon belül is Torontóban vették fel, kivéve a hatodik évad egyes jeleneteit, melyeket a szintén ontariói Cambridge-ben rögzítettek. Az első öt évadot követően egy-egy különkiadást is bemutattak.

## Fogadtatás
2017 májusában a sorozat négy egész héten keresztül a második legnépszerűbb volt Amerikában a Better Call Saul mögött. Nézettsége folyamatosan jobb volt, mint a "Foglalkozásuk: amerikai", a "Szilícium-völgy", a "Fargo", "Az alelnök", vagy épp a "Hatalmas kis hazugságok" című sorozaté, amelyekkel egyszerre vetítették. 2019-ben, az ötödik évadot követően elérte az első helyet nézettségben, aminek köszönhetően a Hallmark Channel lett a hétvége legnézettebb kábeles adója.
2018-ban ASCAP-díjat nyert, 2019-ben pedig Saturn Award-ra jelölték.

## Forráshivatkozások
1. ↑  Petski, Denise: ‘Good Witch’ To End With Season 7 On Hallmark Channel (amerikai angol nyelven). Deadline, 2021. július 9. (Hozzáférés: 2022. október 19.)
2. ↑  Andreeva, Nellie: Hallmark Channel’s ‘Good Witch’ Movies To Spawn Drama Series Starring Catherine Bell (amerikai angol nyelven). Deadline, 2014. február 25. (Hozzáférés: 2022. október 19.)
3. ↑  Ausiello, Michael: Good Witch Twist: Bailee Madison Exits Ahead of Just-Ordered Season 6 (amerikai angol nyelven). TVLine, 2019. július 3. [2022. október 8-i dátummal az eredetiből archiválva]. (Hozzáférés: 2022. október 19.)
4. ↑  Hallmark's 'Good Witch' Seals Series Finale With a Same-Sex Kiss (angol nyelven). www.advocate.com, 2021. július 26. (Hozzáférés: 2022. október 19.)
5. ↑  'Good Witch' will be filming in Cambridge (angol nyelven). CityNews Kitchener. (Hozzáférés: 2022. október 19.)
6. ↑  Hale, Mike. „Have Your Grandparents Told You About ‘Good Witch’?”, The New York Times, 2017. június 15. (Hozzáférés: 2022. október 19.) (amerikai angol nyelvű)
7. ↑  Archivált másolat. [2021. április 10-i dátummal az eredetiből archiválva]. (Hozzáférés: 2022. október 19.)
8. ↑  itvstudios. www.itvstudios.com. [2019. október 10-i dátummal az eredetiből archiválva]. (Hozzáférés: 2022. október 19.)
9. ↑  Mancuso, Vinnie: Saturn Awards 2019 Nominations Led by Avengers: Endgame (amerikai angol nyelven). Collider, 2019. július 16. (Hozzáférés: 2022. október 19.)